# Казанский (Нижегородская область)
Казанский — сельский посёлок в Воротынском районе Нижегородской области. Входит в состав Отарского сельсовета.
Посёлок располагается на левом берегу Чугунка в 5 км от районного центра на дороге Воротынец — Лысая Гора.